# La Trinité (Manche)
La Trinité település Franciaországban, Manche megyében. Lakosainak száma 401 fő (2022. január 1.). La Trinité Bourguenolles, La Chaise-Baudouin, Chérencé-le-Héron, Le Parc és Villedieu-les-Poêles-Rouffigny községekkel határos.

## Népesség
A település népességének változása:
| Lakosok száma | 408  | 327  | 309  | 370  | 392  | 400  | 395  | 391  | 396  | 401  |
|               | 1968 | 1982 | 1990 | 2006 | 2013 | 2015 | 2017 | 2019 | 2020 | 2022 |